# Libycochoerus
A Libycochoerus az emlősök (Mammalia) osztályának párosujjú patások (Artiodactyla) rendjébe, ezen belül a disznófélék (Suidae) családjába tartozó fosszilis nem.

## Tudnivalók
A Libycochoerus-fajok a miocén kor idején éltek, ott ahol ma Afrika van. Korábban ezt a taxont és a benne levő fajokat, az eurázsiai Kubanochoerus szinonimájának vélték, a fajokat pedig Kubanochoerus-fajoknak számítottak; azonban a további kutatások bebizonyították, hogy egy önálló afrikai disznócsoportról van szó. Ezeknek a fosszilis disznóknak robusztus, de egyszerű őrlőfogaik, valamint tompa agyaraik voltak.

## Rendszerezésük
A nembe az alábbi 3 faj tartozik:
- Libycochoerus anchidens (Made, 1996)
- Libycochoerus jeanneli (Arambourg, 1943)
- Libycochoerus massai Arambourg, 1961 - típusfaj

## Fordítás
- Ez a szócikk részben vagy egészben  a   Libycochoerus című angol Wikipédia-szócikk ezen változatának fordításán alapul.  Az eredeti cikk szerkesztőit annak laptörténete sorolja fel. Ez a jelzés csupán a megfogalmazás eredetét és a szerzői jogokat jelzi, nem szolgál a cikkben szereplő információk forrásmegjelöléseként.